# Maaseik
Maaseik este un oraș din regiunea Flandra din Belgia. Comuna este formată din localitățile Maaseik, Neeroeteren și Opoeteren. Suprafața totală este de 76,91 km². La 1 ianuarie 2008 comuna avea o populație totală de 24.139 locuitori. 

## Localități înfrățite
- Germania: Wegberg;
- Țările de Jos: Echt-Susteren.

1. ↑  GeoNames, accesat în 26 noiembrie 2022